# Hoya forbesii
Hoya forbesii är en oleanderväxtart som beskrevs av George King och Gamble. Hoya forbesii ingår i släktet Hoya och familjen oleanderväxter. Inga underarter finns listade i Catalogue of Life.